# Berg (comuna)
A Comuna de Berg (em sueco: Bergs kommun;  pronúncia; em lapão: Bïerjen tjïelte) ou Berga é uma comuna da Suécia localizada no centro-sul do condado da Jämtland.

Sua capital é a cidade de Svenstavik. 
Possui 7 124 quilômetros quadrados e segundo censo de 2021, havia 7 097 habitantes.

É a comuna com maior carácter rural do país.

É desde 2010 uma ”zona administrativa de língua lapónica” (Förvaltningsområdet för samiska språket), onde existem direitos linguísticos reforçados para a minoria étnica dos lapões.

## Localidades principais
Localidades com mais população da comuna (2018):

| # | Localidade | População |
| - | ---------- | --------- |
| 1 | Svenstavik | 1 034     |
| 2 | Hackås     | 535       |
| 3 | Klövsjö    | 335       |
| 4 | Myrviken   | 306       |
| 5 | Åsarna     | 237       |

TÍTULO
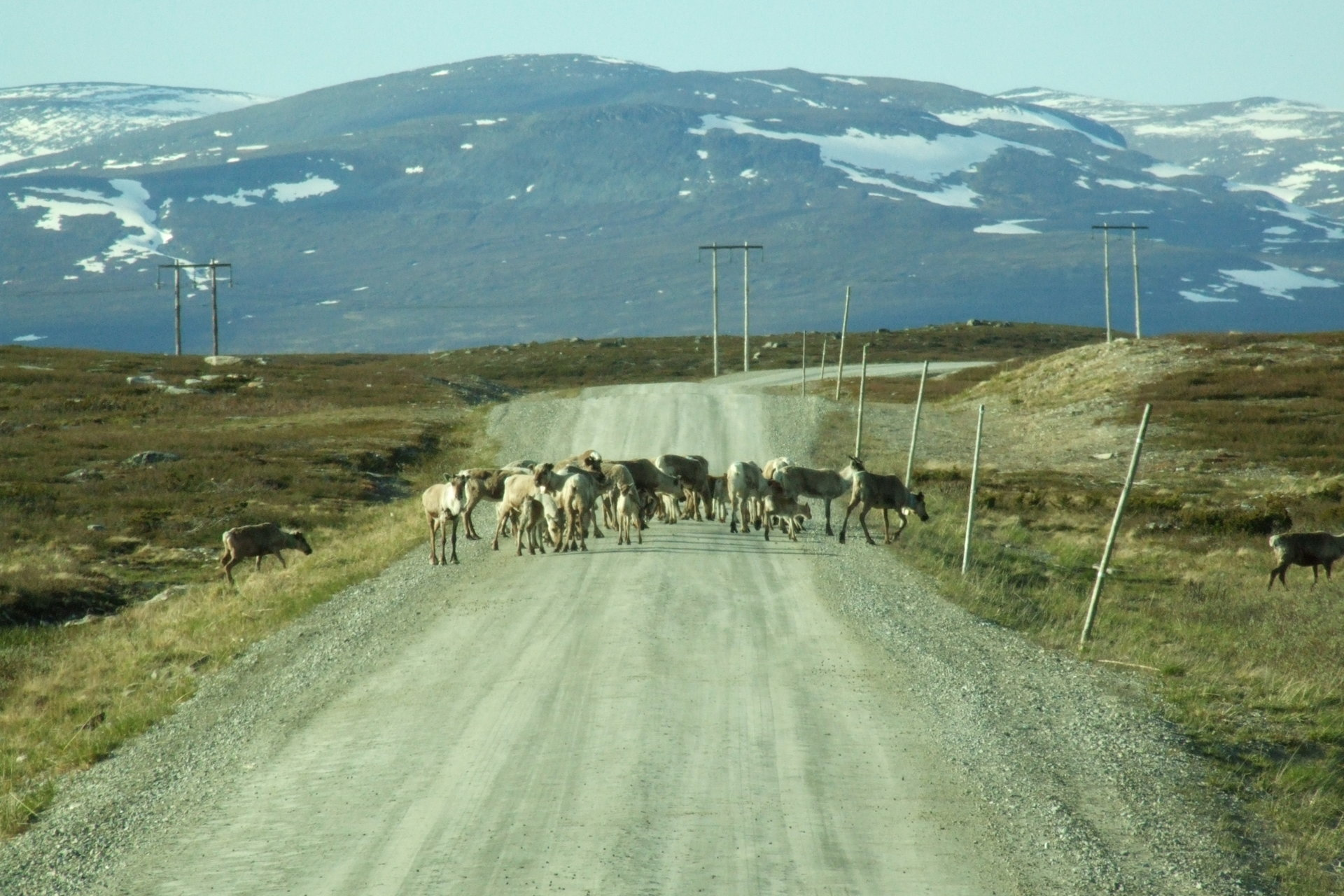
Renas atravessando estrada rural
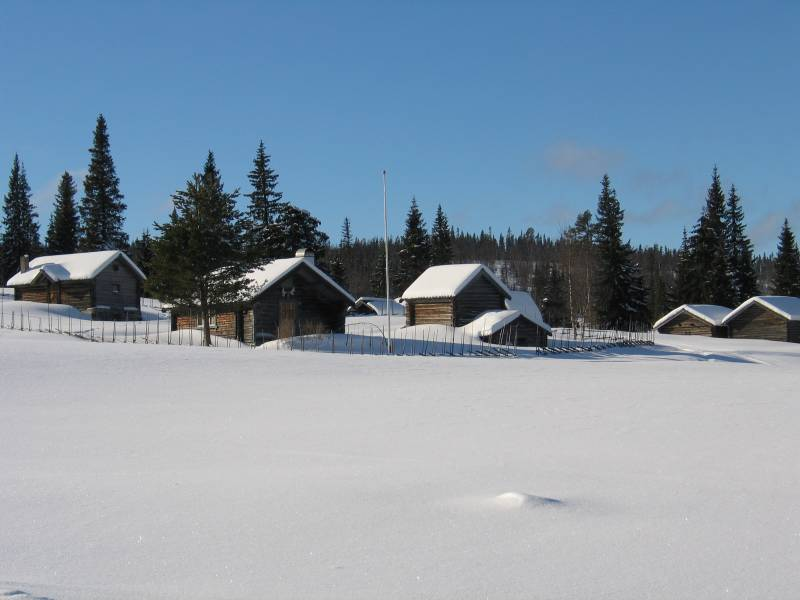
Abrigos de pastoreio tradicionais
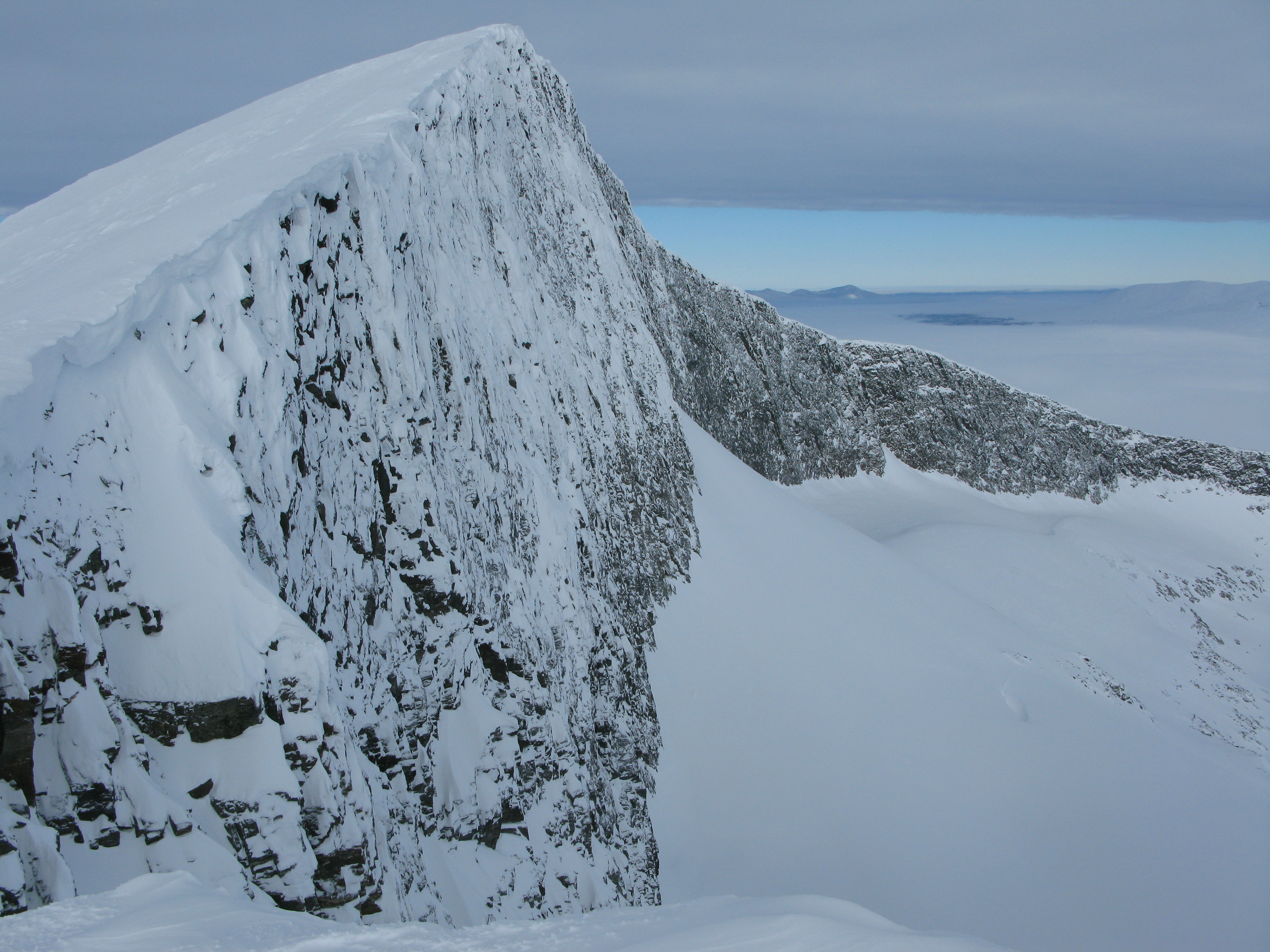
Montanha e glaciar de Helags
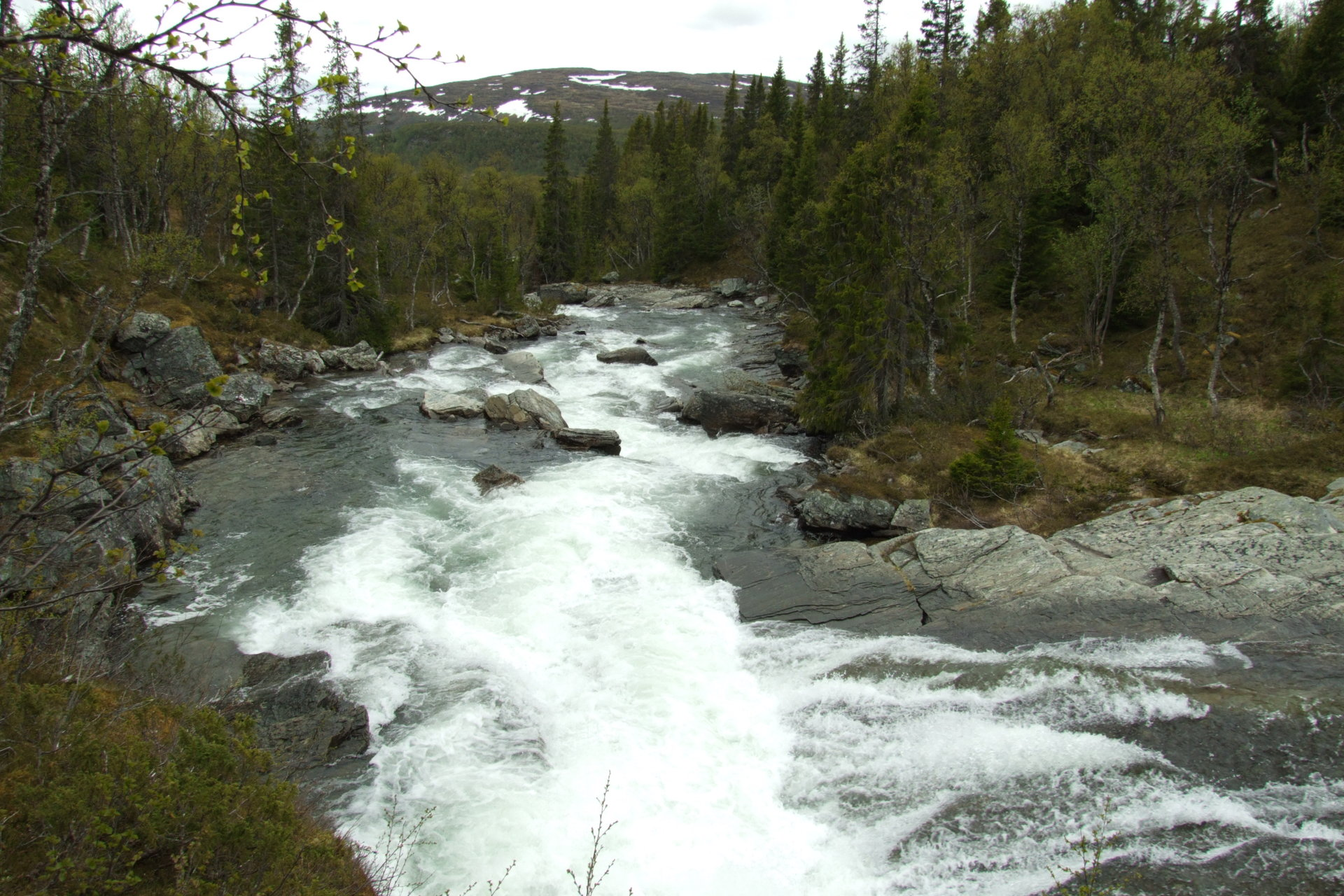
Paisagem da comuna de Berg